# Coppa di Francia 2024 (ciclismo)
La Coppa di Francia di ciclismo 2024, trentatreesima edizione della competizione, costituita da 16 prove, si è aperta il 28 gennaio con il Grand Prix Cycliste la Marseillaise e si è conclusa il 15 settembre con il Grand Prix d'Isbergues. Originariamente la Coppa si sarebbe dovuta concludere il 5 ottobre con il Tour de Vendée, ma l'evento è stato annullato a fine luglio per problemi organizzativi e non è stato sostituito da un altro evento.

## Calendario
| Corsa | Data         | Evento                                     | Vincitore        | Squadra                    | Leader della classifica | Leader della classifica a squadre |           |
| ----- | ------------ | ------------------------------------------ | ---------------- | -------------------------- | ----------------------- | --------------------------------- | --------- |
| 1     | 28 gennaio   | Grand Prix Cycliste la Marseillaise (2024) | Kevin Geniets    | Groupama-FDJ               | Kevin Geniets           | Groupama-FDJ                      |           |
| 2     | 14 marzo     | Grand Prix de Denain (2024)                | Jannik Steimle   | Q36.5 Pro Cycling Team     | Jannik Steimle          | TotalEnergies                     |           |
| 3     | 16 marzo     | Classic Loire Atlantique (2024)            | Paul Lapeira     | Decathlon AG2R La Mondiale | Paul Lapeira            | Decathlon AG2R La Mondiale        |           |
| 4     | 17 marzo     | Cholet Agglo Tour (2024)                   | Paul Lapeira     | Decathlon AG2R La Mondiale | Paul Lapeira            | Decathlon AG2R La Mondiale        |           |
| 5     | 24 marzo     | La Roue Tourangelle (2024)                 | Jason Tesson     | TotalEnergies              | Paul Lapeira            | Decathlon AG2R La Mondiale        |           |
| 6     | 27 marzo     | Parigi-Camembert (2024)                    | Benoît Cosnefroy | Decathlon AG2R La Mondiale | Paul Lapeira            | Decathlon AG2R La Mondiale        |           |
| 7     | 29 marzo     | Route Adélie de Vitré (2024)               | Jenthe Biermans  | Arkéa-B&B Hotels           | Paul Lapeira            | Decathlon AG2R La Mondiale        |           |
| 8     | 14 aprile    | Tour du Doubs (2024)                       | Lenny Martinez   | Groupama-FDJ               | Paul Lapeira            | Decathlon AG2R La Mondiale        |           |
| 9     | 4 maggio     | Grand Prix du Morbihan (2024)              | Benoît Cosnefroy | Decathlon AG2R La Mondiale | Benoît Cosnefroy        | Decathlon AG2R La Mondiale        |           |
| 10    | 5 maggio     | Tro-Bro Léon (2024)                        | Arnaud De Lie    | Lotto Dstny                | Clément Venturini       | Decathlon AG2R La Mondiale        |           |
| 11    | 11 maggio    | Tour du Finistère (2024)                   | Benoît Cosnefroy | Decathlon AG2R La Mondiale | Benoît Cosnefroy        | Decathlon AG2R La Mondiale        |           |
| 12    | 12 maggio    | Boucles de l'Aulne (2024)                  | Axel Zingle      | Cofidis                    | Benoît Cosnefroy        | Decathlon AG2R La Mondiale        |           |
| 13    | 29 maggio    | Mercan'Tour Classic Alpes-Maritimes (2024) | Lenny Martinez   | Groupama-FDJ               | Benoît Cosnefroy        | Decathlon AG2R La Mondiale        |           |
| 14    | 11 agosto    | La Poly Normande (2024)                    | Paul Lapeira     | Decathlon AG2R La Mondiale | Benoît Cosnefroy        | Decathlon AG2R La Mondiale        |           |
| 15    | 8 settembre  | Grand Prix de Fourmies (2024)              | Arvid de Kleijn  | Tudor Pro Cycling Team     | Benoît Cosnefroy        | Arkéa-B&B Hotels                  |           |
| 16    | 15 settembre | Grand Prix d'Isbergues (2024)              | Arvid de Kleijn  | Tudor Pro Cycling Team     | Benoît Cosnefroy        | Decathlon AG2R La Mondiale        |           |
| 17    | 5 ottobre    | Tour de Vendée                             | annullata        | annullata                  | annullata               | annullata                         | annullata |

## Classifica
| Pos. | Corridore          | Punteggio |
| ---- | ------------------ | --------- |
| 1    | Benoît Cosnefroy   | 156       |
| 2    | Paul Lapeira       | 153       |
| 3    | Clément Venturini  | 122       |
| 4    | Alexandre Delettre | 117       |
| 5    | Axel Zingle        | 105       |
| 6    | Lenny Martinez     | 100       |
| 7    | Arnaud De Lie      | 95        |
| 8    | Jenthe Biermans    | 78        |
| 9    | Clément Berthet    | 70        |
| 10   | Gerben Thijssen    | 70        |